# ريتشارد هوكر
ريتشارد هوكر (بالإنجليزية: Richard Hooker) (25 مارس 1554 - 3 نوفمبر 1600) قسيس إنجليزي من كنيسة إنجلترا ولاهوتي مؤثر. عُدّ من أهم اللاهوتيين الإنجليز في القرن السادس عشر. ألهم دفاعه عن أهمية افتداء العقل لاهوت قساوسة كارولين في القرن السابع عشر، وزود لاحقًا الكثير من أعضاء كنيسة إنجلترا بمنهج لاهوتي جمع بين ادعاءات الوحي والعقل والتقاليد. 
يختلف العلماء حول علاقة هوكر بما سيُسمى لاحقًا «الأنجليكانية» والإصلاح اللاهوتي. تقليديًا، اعتُبر هوكر مُنشئ منهج الاعتدال أو التوسّط الأنجليكاني بين البروتستانتية والكاثوليكية. ولكن يجادل عدد متزايد من العلماء في أنه اللاهوتي الإصلاحي الأهم في عصره وفي أنه سعى إلى معارضة المتشددين (التطهيريين) وحسب، ولم يقصد إبعاد كنيسة إنجلترا عن البروتستانتية. لم يُعثر على مصطلح «أنجليكان» في كتاباته، وفي الواقع، ظهر المصطلح أول مرة في وقت مبكر من عهد تشارلز الأول حين توجهت كنيسة إنجلترا نحو موقع عقائدي أرميني ونظرة طقوسية «كاثوليكية» بقيادة رئيس الأساقفة وليام لود.
من سُنن السياسة الكنسية 
يعد كتاب من سنن السياسة الكنسية أشهر أعمال هوكر، نُشرت الأجزاء الأربعة الأولى منه في عام 1594. ونُشر الخامس في عام 1597، ونُشرت الثلاثة الأخيرة بعد وفاته، ويمكن ألا تكون جميعها أعماله فعلًا. من الناحية البنيوية، يشكل العمل ردًا متمعنًا على المبادئ العامة التطهيرية، وهو ما يوضحه كتاب أدمونتونيون (عتاب أو تحذير) وكتابات توماس كارترايت، ويرمي بشكل أكثر تحديدًا إلى ما يلي:
الكتاب المقدس وحده القانون الذي يجب أن يحكم كل سلوك بشري.
يصف الكتاب المقدس شكلًا لحكومة كنسية غير قابلٍ للتعديل.
أفسدت الأوامر والطقوس الرومانية الكاثوليكية كنيسة إنجلترا.
قانون عدم السماح للشيوخ بالإدارة العامة قانون فاسد.
«لا يجب أن يكون في الكنيسة أساقفة».
وُصف كتاب من سنن السياسة الكنسية بأنه «ربما أول عمل عظيم كتب باللغة الإنكليزية جمع الفلسفة واللاهوت». يتجاوز الكتاب كونه ردًا سلبيًا على الدعوى التطهيرية: فهو (هنا يقتبس مكادو من جون إس. مارشال) «كلٌّ متصل ومتسق يقدم فلسفة ولاهوتًا موافقًا للكتاب الإنجليكاني كتاب الصلاة المشتركة والجوانب التقليدية لتسوية إليزابيث». 